# Splényi család
A miháldi báró Splényi család egy régi eredetű magyar nemesi, majd főnemesi család.

## Története
A család állítólag Tirolból ered, eredeti neve Neuszel volt. A XVI. században költöztek Magyarországra, okiratokkal is igazolható első felmenőjük Neuszel Jakab rózsahegyi evangélikus lelkész, aki 1640 körül élt. Jakab fiai, Illés, Jeremiás és Jakab 1655-ben címeres nemeslevelet kaptak. Az 1754-55-ös nemesi összeíráskor Szabolcs vármegyében Gábor, Szatmárban pedig egy másik Gábor igazolták nemességüket. Gábor lovasezredes (1690–1762) gyermekeivel együtt 1735. február 2-án bárói címet kapott. Gábor egyik fia, Ferenc (1734–1795), váci megyés püspök volt. Lajos báró (1817–1866) az 1848–49-es forradalom és szabadságharcban tevékenykedett, de a novarai csata után emigrált, sírja is külföldön, Beyoğluben van.

## Címere
Kempelen Béla ezt írja:
Bárói czímer: Kék mezőben zöld alapon ágaskodó term. medve, jobb elsőlábában nyitott könyvet tart s abból olvasni látszik. Sisakdisz: Két aranynyal és kékkel ellentétesen vágott elefánt-agyar közt term. gólya, mely a sisak koronáján fekvő halon áll s ezt csőrével tépi. Takaró: arany-kék, ezüst-vörös.